# Squid Jig
Ein Squid jig (englisch: squid = Kalmar, jig = ruckartig bzw. zupfend geführter Kunstköder; Plural: squid jigs) ist ein Kunstköder zum Fang von Kalmaren und Sepien. Sie werden an  Angelruten, Handleinen und – in der Berufsfischerei – an Jiggingautomaten verwendet. Der Jig ähnelt der Form nach einem Beutefisch und ist in grellen Farben gehalten, um die Aufmerksamkeit der Tintenfische zu erregen.
Anstelle von Angelhaken sind Squid Jigs mit meist doppelten Kränzen aus zahlreichen rückwärts gebogenen Nadeln  versehen, an denen sich die Tintenfische mit ihren Fangarmen verhaken.